# Éva Hotti
Éva Hotti (* 20. April 1920 in Tiszasas; † 7. Oktober 1965 in Debrecen) war eine ungarische Schauspielerin.

## Leben
Sie begann ihre Laufbahn 1940 am Theater in Szeged. Ab 1950 war sie festes Mitglied des Ensembles am Csokonai-Theater (Csokonai Nemzeti Színház) in Debrecen und arbeitete dort bis zu ihrem Tod. Die Charakterdarstellerin wirkte in dramatischen Stücken ebenso wie in Lustspielen. 1958 wurde sie mit dem Mari-Jászai-Preis ausgezeichnet. Im Oktober 1965 beendete sie im Alter von 45 Jahren ihr Leben.

## Bühnenrollen (Auswahl)
- Amme (William Shakespeare: Romeo und Julia)
- Anitra (Henrik Ibsen: Peer Gynt)
- Annie (Ferenc Molnár: Játék a kastélyban)
- Ariel (William Shakespeare: Der Sturm)
- Elmire (Molière: Tartuffe)
- Éva (Imre Madách: Die Tragödie des Menschen)
- Kamilla (Ede Szigligeti: Liliomfi)
- Melinda (József Katona: Bánk bán)
- Titania (William Shakespeare: Ein Sommernachtstraum)
- Wassilissa (Maxim Gorki: Nachtasyl)